# IBM 7950 Harvest

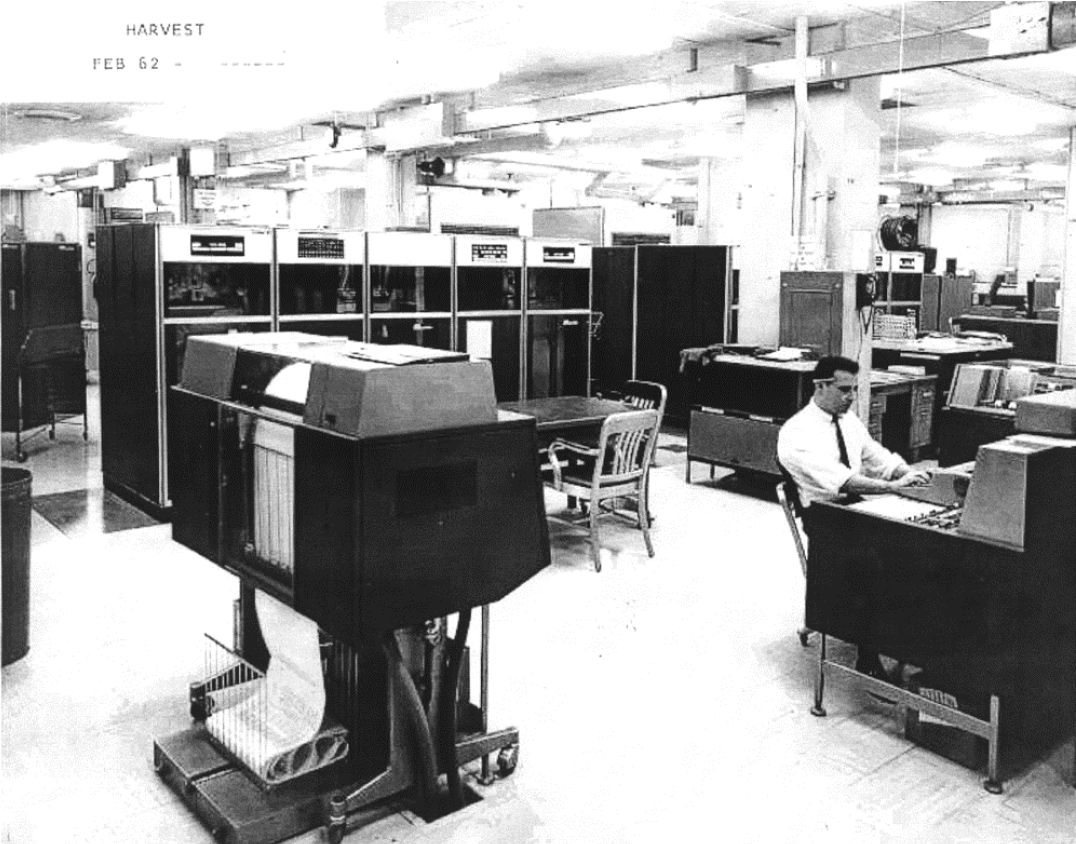
HARVEST

IBM 7950 — компьютер, также известный под названием Harvest, созданный в единственном экземпляре вариант компьютера IBM 7030 Stretch для Агентства национальной безопасности США. Компьютер был создан компанией IBM, поставлен АНБ в феврале 1962 года и проработал там до 1976 года. Основным назначением Harvest был криптоанализ и быстрый поиск слов по базам данных.

## История разработки
Окончательный дизайн модификации компьютера IBM Stretch был одобрен АНБ в апреле 1958 года. Машина поступила в АНБ в феврале 1962 года. Главным инженером компьютера был Джеймс Померен (James H. Pomerene). В Harvest были добавлены несколько дополнительных инструкций к набору инструкций IBM Stretch, отдельно от которого он не мог работать.
Тесты АНБ показали, что Harvest был мощнее самых лучших коммерческих машин в 50-200 раз в зависимости от задачи. При способности читать 3 миллиона символов в минуту Harvest мог за минуты сделать то, на что у старых компьютеров уходили недели. Например, в 1968 году у Harvest ушло 3 часа 50 минут на поиск 7 тысяч искомых слов и фраз в семи миллионах текстов радиоперехватов, что эквивалентно обработке 30 тысяч текстов перехватов в минуту. В течение 15 лет этот компьютер помогал АНБ взламывать шифры и в частности помог взломать некоторые важные шифры СССР в 1970-е годы.
IBM 7950 Harvest проработал в АНБ до 1976 года. Когда лентопротяжный механизм TRACTOR полностью износился, а IBM отказалась изготовить ему замену, АНБ списала IBM 7950 Harvest и заменила его на одну из первых моделей суперкомпьютера Cray-1.

## Архитектура
По сути Harvest представлял собой IBM Stretch плюс блок потоковой обработки данных. Комплекс состоял из следующих элементов:
- IBM 7951 — потоковый процессор
- IBM 7952 — высокопроизводительный память на магнитных сердечниках
- IBM 7955 — система записи на магнитную ленту, известная под названием «TRACTOR»
- IBM 7959 — высокопроизводительная система ввода-вывода